# لئوناردو بیتنکور
لئوناردو بیتنکور (انگلیسی: Leonardo Bittencourt؛ زادهٔ ۱۹ دسامبر ۱۹۹۳) بازیکن فوتبال اهل آلمان است.
از باشگاه‌هایی که در آن بازی کرده‌است می‌توان به باشگاه فوتبال کلن، باشگاه فوتبال هانوفر ۹۶، باشگاه فوتبال بروسیا دورتموند، و باشگاه فوتبال انرژی کوتبوس اشاره کرد.
وی همچنین در تیم‌های ملی فوتبال جوانان آلمان و زیر ۲۱ سال آلمان بازی کرده‌است.